# Setra SG 219 SL
Setra SG 219 SL — сочленённый автобус, выпускаемый немецкой компанией Setra с 1985 по 1994 год. Вытеснен с конвейера моделью Setra SG 321 UL. 

## Эксплуатация
Автобус Setra SG 219 SL эксплуатируется в Польше, Волынской области и Болгарии в качестве линейного. Служебные автобусы эксплуатируются в Калининградской области, Германии и Люксембурге. Музейный экспонат присутствует в Германии.
Также автобус эксплуатировался в России. Значительная часть моделей эксплуатировалась в Мострансавто в 2001—2009 годах.
| Страна  | Предприятие    | Серии  | Количество | Эксплуатация |
| ------- | -------------- | ------ | ---------- | ------------ |
| Бельгия | Melotte        | 442228 | 1          | Лимбург      |
| Бельгия | Reizen De Valk | 441603 | 1          | Лимбург      |